# Глибокинська сільська рада
Глибо́кинська сільська рада (рос. Глубокинский сельский совет) — сільське поселення у складі Шадрінського району Курганської області Росії.
Адміністративний центр — село Глибоке.
Населення сільського поселення становить 428 осіб (2017; 567 у 2010, 619 у 2002).

## Склад
До складу сільського поселення входять:
| Населений пункт   | Населення, осіб (2002) | Населення, осіб (2010) |
| ----------------- | ---------------------- | ---------------------- |
| Глибоке, село     | 550                    | 526                    |
| Медвеже, присілок | 69                     | 41                     |